# Třída Nevada
Třída Nevada byla třída bitevních lodí US Navy. Skládala se z jednotek USS Nevada a USS Oklahoma, které znamenaly velký kvalitativní posun oproti předchozím třídám. Byly to první americké bitevní lodi nesoucí třídělové věže, s kotli vytápěnými naftou a novým řešením pancéřování, které maximálně chránilo pouze životně důležité prostory lodě, zato mnohem kvalitněji. Na druhé straně to byly poslední lodě této kategorie, mající pouze dva lodní šrouby.
Lodě byly dokončeny v polovině první světové války a v meziválečné době modernizovány. Oklahoma i Nevada byly potopeny při japonském útoku na Pearl Harbor, Nevadu se ale podařilo opravit a po modernizaci bojovala až do konce války. Nakonec byla použita při jaderných testech v tzv. Operaci Crossroads v roce 1946 a v roce 1948 definitivně potopena jako cvičný cíl.

## Stavba

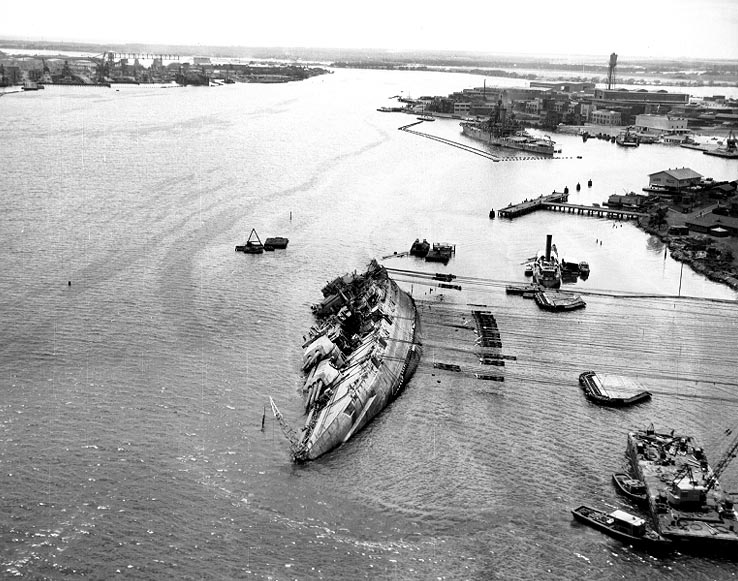
Vyzvednutí vraku Oklahomy

Obě jednotky byly postaveny v loděnicích na východním pobřeží USA. Nevada byla stavěna loděnicí Fore River Shipbuilding Company v Quincy ve státě Massachusetts. Kýl lodi byl založen v listopadu 1912, trup byl spuštěn na vodu v červenci 1914 a v březnu 1916 byla loď dokončena. Oklahoma byla postavena v loděnici New York Shipbuilding Company v Camden v New Jersey. Kýl lodi byl založen v říjnu 1912, trup byl spuštěn na vodu v březnu 1914 a v květnu 1916 byla loď dokončena.

## Konstrukce
Třída Nevada znamenala velký kvalitativní posun oproti předchozím třídám a navázaly na ní všechny další třídy až po Washingtonskou konferenci – tedy třídy Pennsylvania, New Mexico, Tennessee a Colorado. Byly to první americké bitevní lodi nesoucí třídělové věže, s kotli vytápěnými naftou a novým řešením pancéřování, které maximálně chránilo pouze životně důležité prostory lodě, zato mnohem kvalitněji. Na druhé straně to byly poslední lodě této kategorie, mající pouze dva lodní šrouby.

### Výzbroj

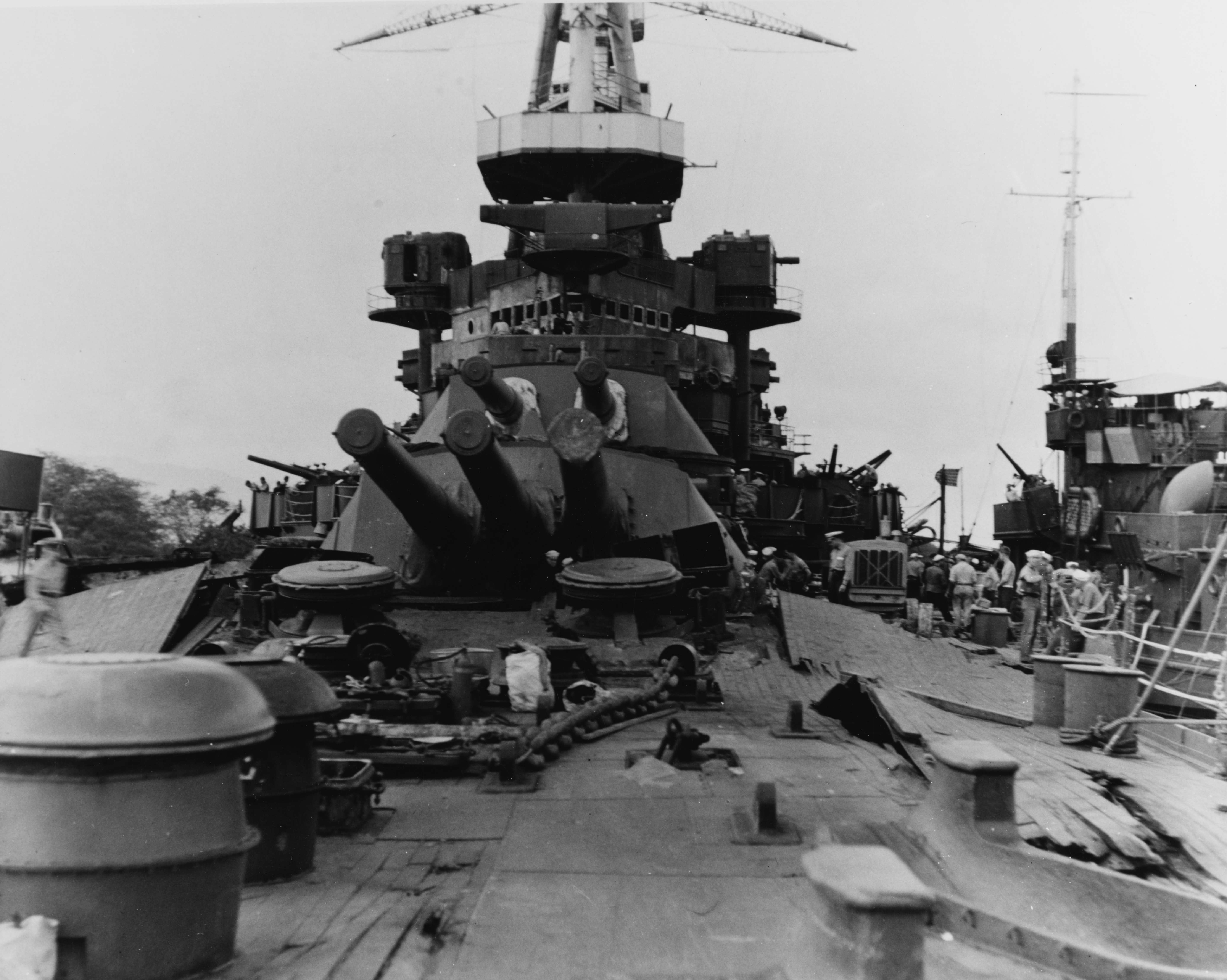
Nevada poškozená při útoku na Pearl Harbor. Dobře je vidět uspořádání dělových věží.

Hlavní výzbroj představovalo deset 356mm kanónů o délce hlavně 45 ráží, ve dvou dvoudělových (vnitřní pár) a dvou třídělových věžích. Sekundární výzbroj tvořilo po dokončení 21 kusů 127mm kanónů o délce hlavně 51 ráží – deset bylo v kasematách na bocích trupu a nástavby, jeden byl na zádi. Trupové kasematy byly nepoužitelné při zhoršeném počasí a proto byly později demontovány a lodím bylo ponecháno „jen“ dvanáct 127mm kanónů v nástavbě.

### Pancéřování
Nově bylo řešeno pancéřování lodí, které maximálně chránilo pouze životně důležité prostory lodě a ostatní nechávalo bez ochrany – středně silný pancíř byl zcela vynechán. Chráněny tak byly kotelny, strojovny, dělové věže, sklady munice a velitelské stanoviště. Boční pancéřový pás měl sílu až 343 mm a maximální délku 140,2 metru (nad hladinou měl délku 121,9 metru). Nad hladinou měl výšku 2,74 metru a pod hladinou 2,59 metru. Na přídi i na zádi ho uzavíraly 343mm silné přepážky. Na horní hranu bočního pancéřového pásu navazovala 76mm silná pancéřová paluba, druhá pancéřová paluba měla sílu 38 mm a její šikmé plochy o síle 51 mm navazovaly na spodní hranu pásu.
Čela dvoudělových věží měla sílu 406 mm a čela třídělových věží 457 mm. Boky věží byly silné 229 a 254 mm, jejich stropy 127 mm a barbety věží měly sílu 330 mm – v místech chráněných bočním pancéřovým pásem však byly zeslabeny na 114 mm. Velitelská věž měla sílu 406 mm. Lodě také měly vnitřní protitorpédovou přepážku a dvojité dno.

### Pohon
U obou lodí byl použit odlišný pohonný systém. Nevada měla turbíny Curtis o výkonu 19 508 kW, zatímco Oklahoma parní stroje o výkonu 18 396 kW. Nevada byla schopná dosáhnout rychlosti až 20,9 uzlu, její sesterská loď byla o desetinu uzlu rychlejší. Topilo se pouze naftou a lodi měly jediný komín.

## Operační služba

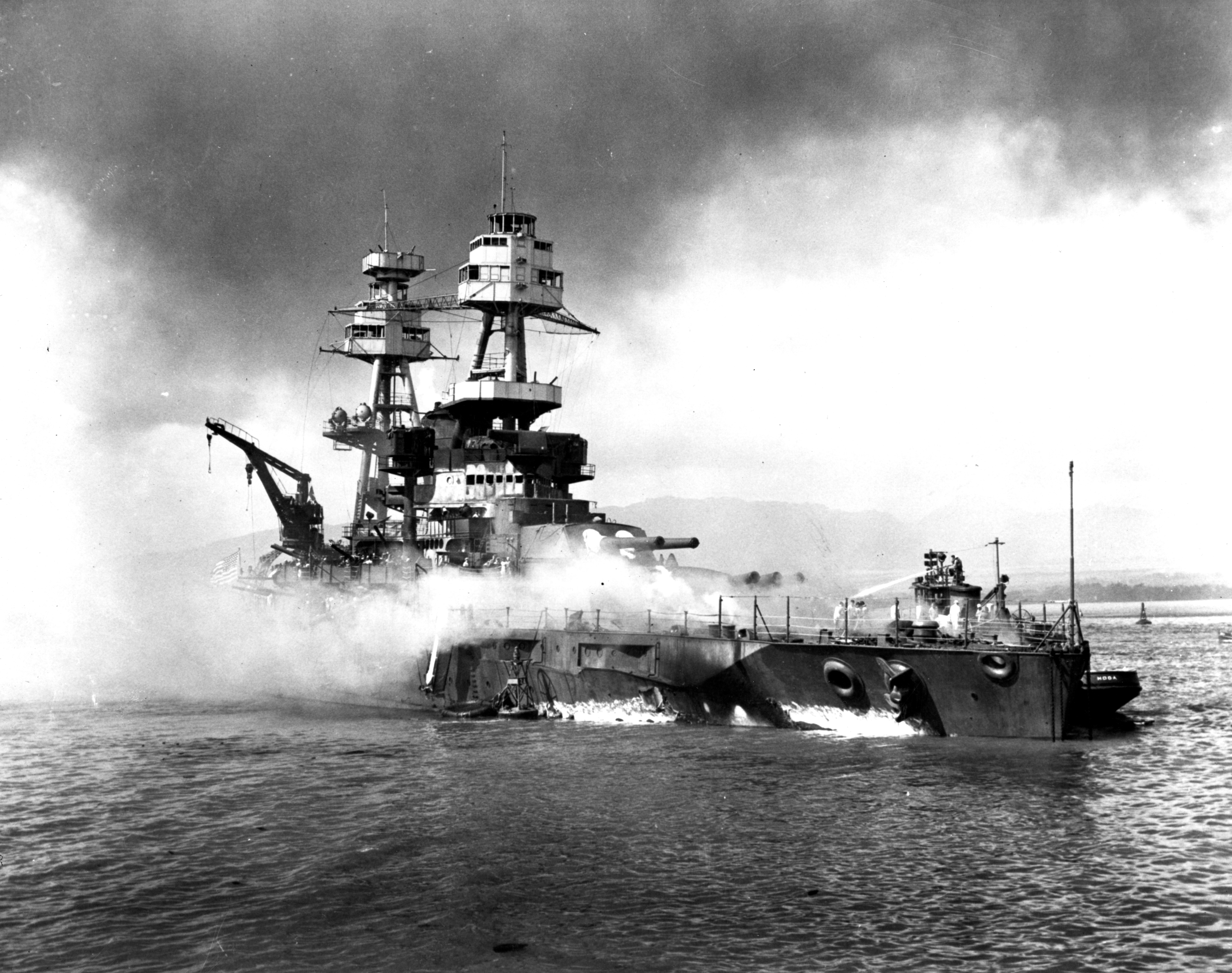
Nevada po útoku na Pearl Harbor

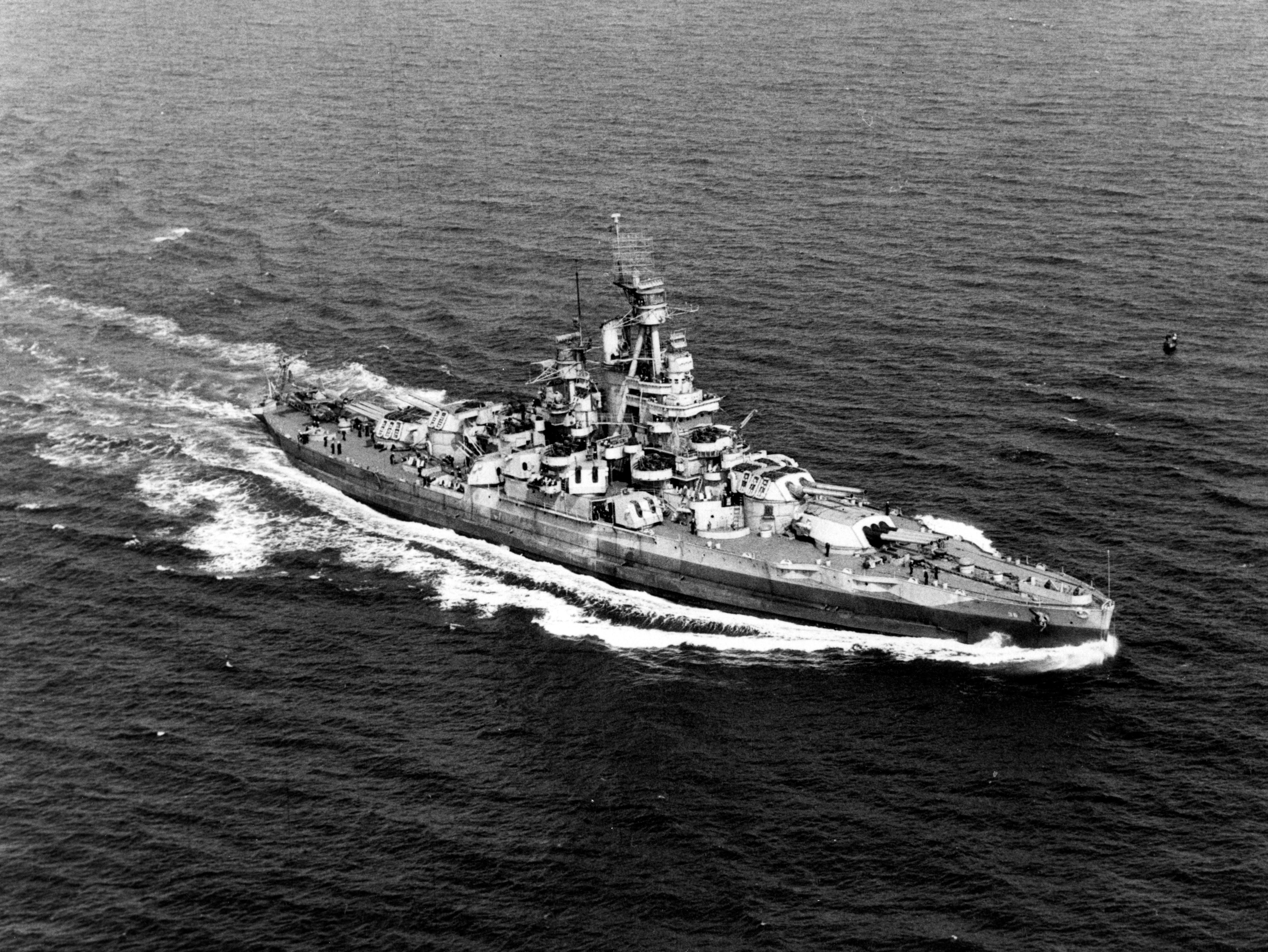
Nevada po modernizaci, 1944

Obě jednotky sloužily před i po zapojení USA do první světové války v Atlantiku. V roce 1918 byly přesunuty do Evropy, aby pomáhaly chránit zásobovací trasy. V meziválečné době byly obě jednotky modernizovány – byla u nich například zvětšena nástavba, zvýšena elevace hlavních děl, dostaly nový systém řízení palby, nové kotle, trojnožkové stožáry a dvojici katapultů pro vypouštění průzkumných letounů. Při modernizaci byla odstraněna kasematová 127mm děla a lodě naopak dostaly osm 127mm protiletadlových kanónů o délce hlavně 25 ráží. Nově byla též zabudována protitorpédová obšívka, naopak torpédomety byly odstraněny.
Nevada i Oklahoma byly potopeny japonským útokem na základnu Pearl Harbor. Oklahoma se převrátila (zahynulo více než 400 členů posádky) a již ji nebylo množné opravit, naopak Nevada byla vyzvednuta a v roce 1942 modernizována – nejvýraznější změnou byla výměna kasematových 127mm děl za osm dvouhlavňových věží s kanóny stejné ráže a zavedení protiletadlových kanónů ráže 40 mm a 20 mm. Loď byla vybavena radarem. Demontován byl zadní stěžeň. Po modernizaci Nevada sloužila jak na pacifickém, tak evropském bojišti, zejména podporovala spojenecké vyloďovací operace – například vylodění v Normandii, Jižní Francii, na Attu, Iwo Jimě a Okinawě.

## Osud

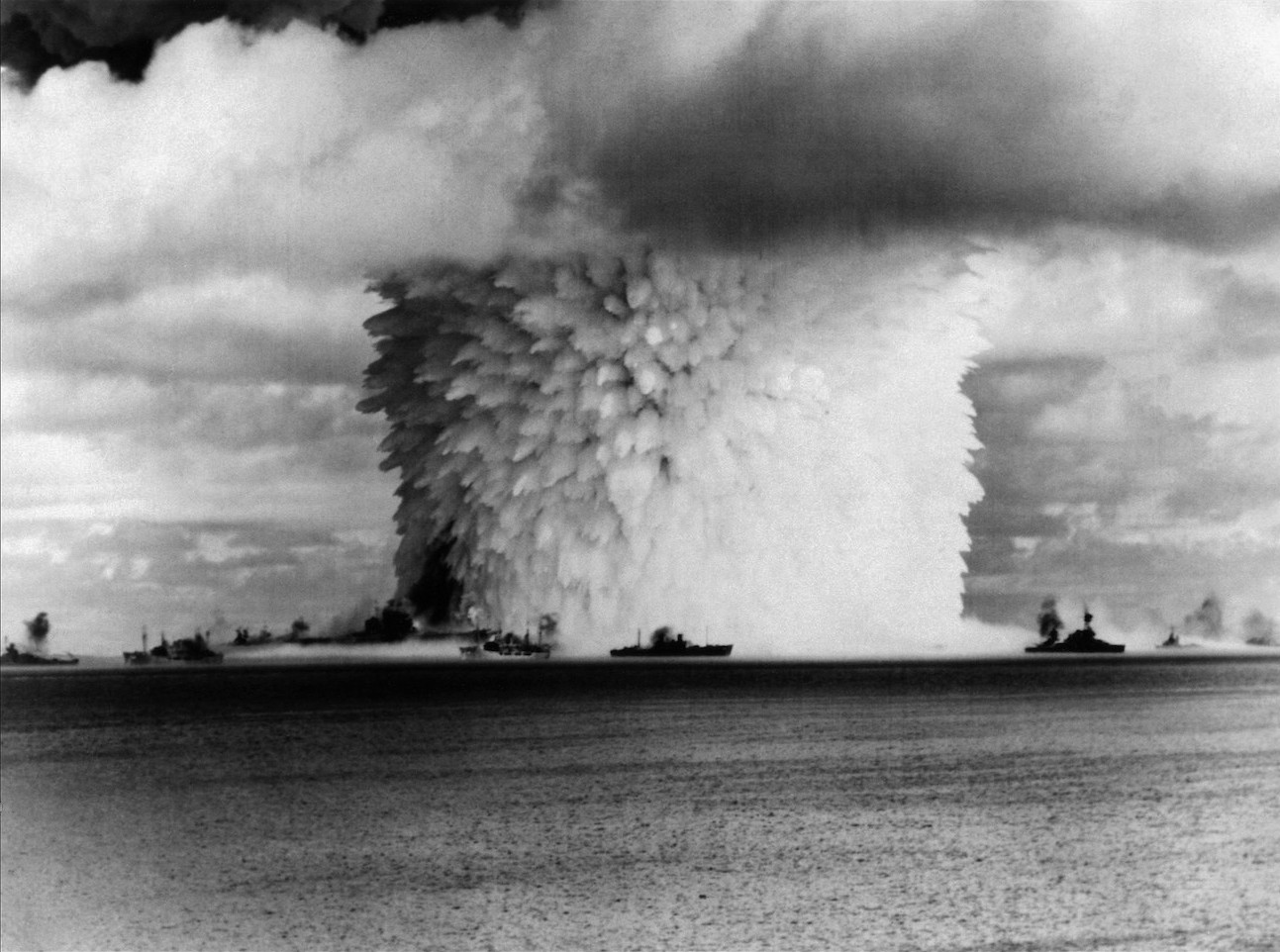
Operace Crossroads – výbuch Baker

Oklahoma byla v roce 1943 vyzvednuta a v roce 1944 formálně vyřazena ze stavu flotily. V prosinci 1946 byl vrak lodi prodán k sešrotování, ale nakonec se v květnu 1947 potopil při tažení do Kalifornie.
Nevada přečkala válku, ale pro své stáří nebyla převedena do rezervy, nýbrž v roce 1946 použita při jaderných testech na atolu Bikini v tzv. Operaci Crossroads. Poškozená a radioaktivitou zamořená loď kotvila do roku 1948 na Havaji, než byla vyvlečena z přístavu a definitivně potopena střelbou a torpédy.